# Sacajawea
Sacajawea fue una mujer indígena perteneciente a la tribu shoshone que acompañó y guio a la Expedición de Lewis y Clark  —liderada por Meriwether Lewis y William Clark— en su exploración de la parte oeste de los Estados Unidos de América. Sacajawea viajó con la expedición entre los años 1804 y 1806, desde Dakota del Norte hasta la costa del actual estado de Oregón. Algunos miembros de la expedición la llamaban Janey.
Sacajawea fue de gran ayuda indicando los pasos a seguir para lograr llegar al océano Pacífico, formando parte de uno de los viajes más importantes de reconocimiento del territorio de Norteamérica.
Una edición de monedas de un dólar estadounidense emitida en el año 2000 muestra a Sacajawea y su hijo Jean Baptiste. El rostro de la moneda reproduce el rostro de una mujer shoshone de la actualidad llamada Randy'L He-dow Teton, ya que no existe ninguna imagen cierta de Sacajawea.

## Biografía

### Primeros años
Sacajawea nació en el clan agaidikan («comedores de salmón») de la tribu de los shoshone, cerca de lo que hoy es la comunidad de Tendoy, en el condado de Lemhi, en el estado de Idaho. Cuando tenía aproximadamente doce años de edad, ella y otras jóvenes de la tribu fueron raptadas por una tribu adversaria, los hidatsa, en una batalla que concluyó con la muerte de cuatro hombres, cuatro mujeres y muchos niños shoshone. Tras ser capturada fue llevada a una aldea Hidatsa cerca de lo que hoy es Washburn, en Dakota del Norte.
Cuando tenía trece años, Sacajawea fue tomada por esposa por Toussaint Charbonneau, un mercader francés que vivía en la aldea, que tenía ya otra joven esposa shoshone. Se dice que Charbonneau pudo haber comprado a ambas mujeres a los hidatsa o que pudo haber ganado a Sacajawea en una apuesta.

## La expedición de Lewis y Clark

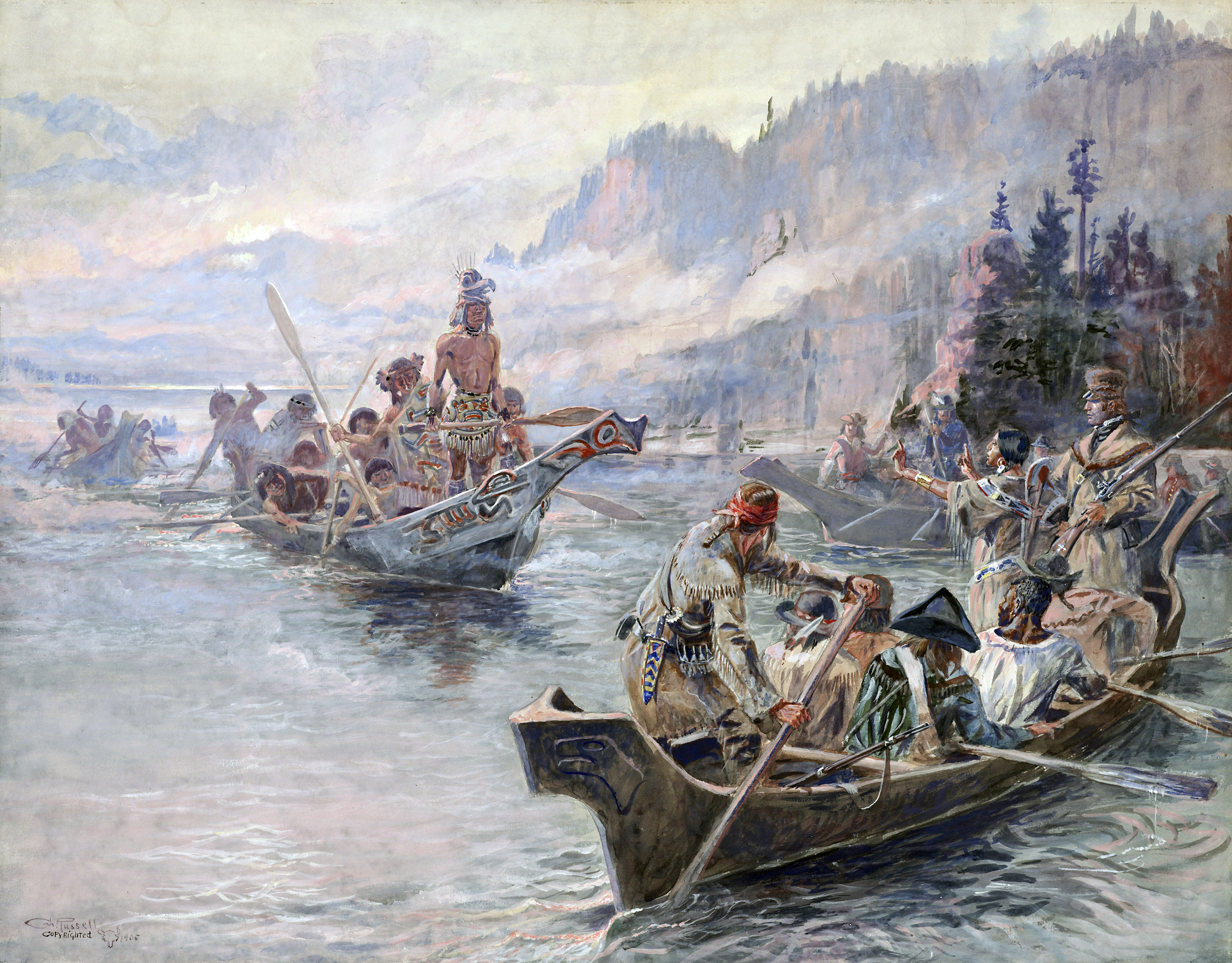
«Lewis y Clark navegando en el Columbia». Pintura de Charles Marion Russell que representa la expedición en piraguas en el río Columbia.

Mapa de la expedición de Lewis y Clark. Sacajawea solamente participó desde Tendoy, en Idaho.

Sacajawea esperaba su primer hijo cuando la expedición de Lewis y Clark arribó cerca de las aldeas Hidatsa para pasar el invierno de 1804. El capitán Meriwether Lewis y William Clark construyeron un fuerte y entrevistaron a los nativos en busca de guías o traductores para su expedición, que avanzaría hacia el norte del río Misuri durante la primavera. Charbonneau fue contratado como intérprete y así supieron que su esposa dominaba la lengua shoshone; sabían que necesitarían ayuda de las tribus shoshone en su travesía. 
Charbonneau y Sacajawea se mudaron al fuerte después de una semana. Lewis asistió el parto del niño, que se iba a llamar Jean Baptiste Charbonneau, el 11 de febrero de 1805, y le administró cascabeles molidos de serpientes cascabel para acelerar el parto. Clark y los demás miembros de la expedición llamaban al niño Pomp o Pompy, apodo puesto por su madre que significa «primer viajero».
En abril, la expedición dejó el fuerte y se dirigió hacia el río Misuri en piraguas, que tenían que ser haladas y desatascadas de las orillas. El 14 de mayo de 1805, Sacajawea rescató varios artículos que cayeron de un bote, entre ellos, los diarios y otras anotaciones que Lewis y Clark llevaban. Los comandantes de la expedición, que alabaron sus reflejos, decidieron llamar al río que cruzaban, en su honor, río Sacajawea. 
Sacajawea no solo ayudó como guía, al conocer la geografía que les rodeaba, sino que además les brindó protección gracias a sus conocimientos en plantas medicinales y curativas. También el pequeño Pompy fue de gran ayuda, ya que daba a la expedición una imagen pacífica que evitaba agresividad hacia los nuevos visitantes. 
En agosto de 1805 la expedición localizó una tribu shoshone e intentó realizar un intercambio ya que necesitaban caballos para pasar las Montañas Rocosas. Sacajawea fue llevada al lugar a hacer la traducción requerida y descubrió que el jefe de la tribu era su hermano, Cameahwait. Lewis registró este encuentro en su diario:

Poco después de que el Cap. Clark arribara con el intérprete Charbonneau y la mujer india, quien ha probado ser la hermana del jefe Cameahwait. El encuentro entre estas personas ha tenido gran efecto, particularmente entre Sah cah-gar-we-ah y una mujer indígena que había sido tomada prisionera con ella pero que había podido escapar y reunirse con su nación.
Meriwether Lewis

Y Clark, en el suyo:

Sábado 17 de agosto, 1805, el intérprete y su acompañante que se encontraban frente a mi a alguna distancia bailaron ante la alegre visión de los shoshone, y ella me hizo señas de que esa era su nación.
William Clark

A medida que la exploración alcanzó la boca del río Columbia, Lewis y Clark se toparon con una tribu india que poseía una bata hecha con piel de nutria, la cosa más suave que habían visto, e intentaron intercambiar con los indios para llevarle la piel al presidente Thomas Jefferson. Sacajawea sacrificó la tira de cuentas azules que llevaba amarrada a su cintura para que ellos pudieran obtener la piel. 
Cuando llegaron finalmente al océano Pacífico, todos los miembros del equipo, incluidos Sacajawea y York (el sirviente de raza negra de Clark), votaron para decidir el lugar en el que construirían el nuevo fuerte para pasar el invierno.
Gracias a esta expedición, se realizó el primer cruce oficial del país, pasaron por lo que luego serán once estados distintos, y Estados Unidos anexó de forma definitiva el territorio de Oregón y la Luisiana. Lewis fue nombrado gobernador de Luisiana.
En el viaje de regreso, al acercarse a las montañas Rocosas, en julio de 1806, Sacajawea aconsejó a Clark cruzar por el valle del río Yellowstone, en lo que ahora se conoce como paso de Bozeman, un camino seguido por la ruta Bozeman y también más adelante escogido como la ruta óptima para construir la línea férrea para el cruce de la divisoria continental de las Américas.

## Vida posterior y muerte

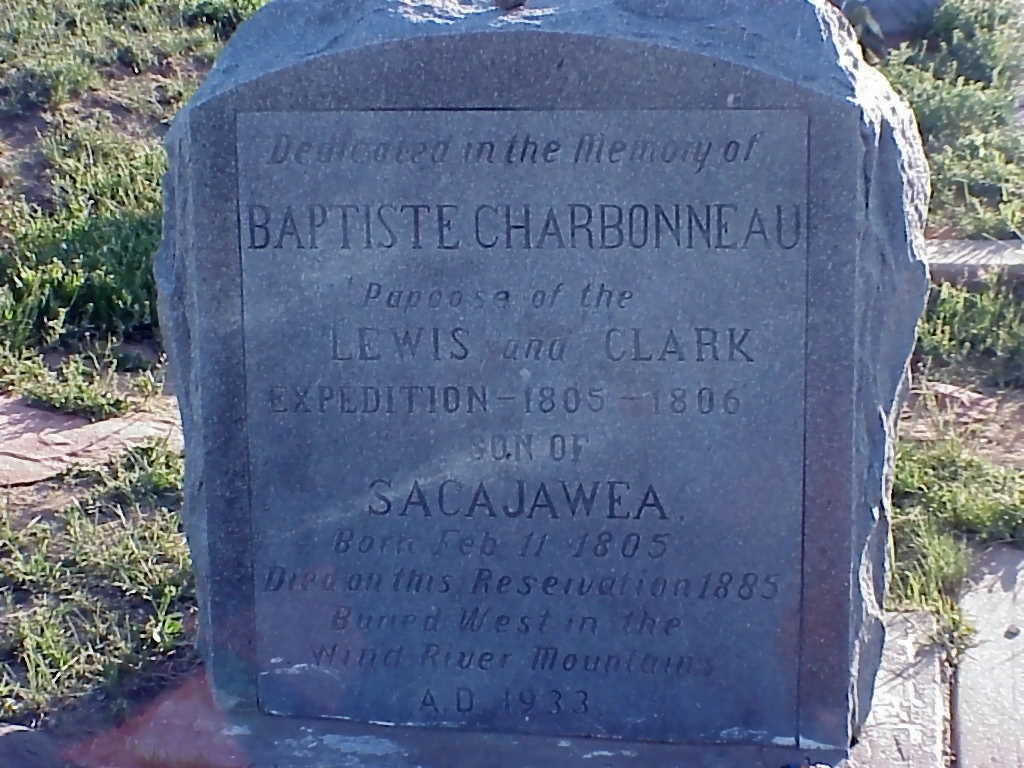
Memorial a Jean Baptiste Charbonneau en Washakie, Wyoming.

Charbonneau y Sacagawea, al regresar de la expedición, pasaron tres años entre los hidatsa antes de aceptar la invitación de Clark de asentarse en la ciudad de San Luis (Misuri)  en 1809. Ellos le confiaron a Clark la educación de Jean Baptiste, que fue inscrito en un internado de San Luis.
Sacagawea tuvo una hija, Lizette, en algún momento después de 1810. De acuerdo a Bonnie «Espíritu Caminante del Viento» Butterfield, los documentos históricos sugieren que Sacagawea murió en 1812 de una enfermedad desconocida. 
Al cabo de unos meses, quince hombres fueron asesinados durante un ataque indio en el fuerte Lisa, ubicado en la boca del río Bighorn. John Luttig y la hija menor de Sacagawea estuvieron entre los sobrevivientes. Algunos dicen que Toussaint Charbonneau fue asesinado en esta matanza, pero otros afirman que solo pasó la custodia formal de su hijo a Clark en 1813. 
Como prueba del fallecimiento de Sacagawea en esta fecha, Butterfield dice:

Un documento de adopción hecho en la Corte de Registro de Huérfanos en St. Louis, Misuri dictamina que: «El 11 de agosto de 1813, William Clark se convirtió en el guardián de Jean Baptiste Charbonneau, un niño de unos diez años, y Lizzete Charbonneau, una niña de aproximadamente un año». Para que una corte del estado de Misuri, en aquel tiempo, designara a un niño como huérfano y permitiese la adopción, la muerte de ambos padres debía de haber sido confirmada y documentada.

El último documento registrado que cita la existencia de Sacagawea son las notas originales de Clark escritas entre 1825 y 1826 en las que lista los nombres de los miembros de la expedición y su situación en ese momento; respecto a Sacagawea escribe: «Se car ja we au - Muerta».
Butterfield

## Mitos y leyendas

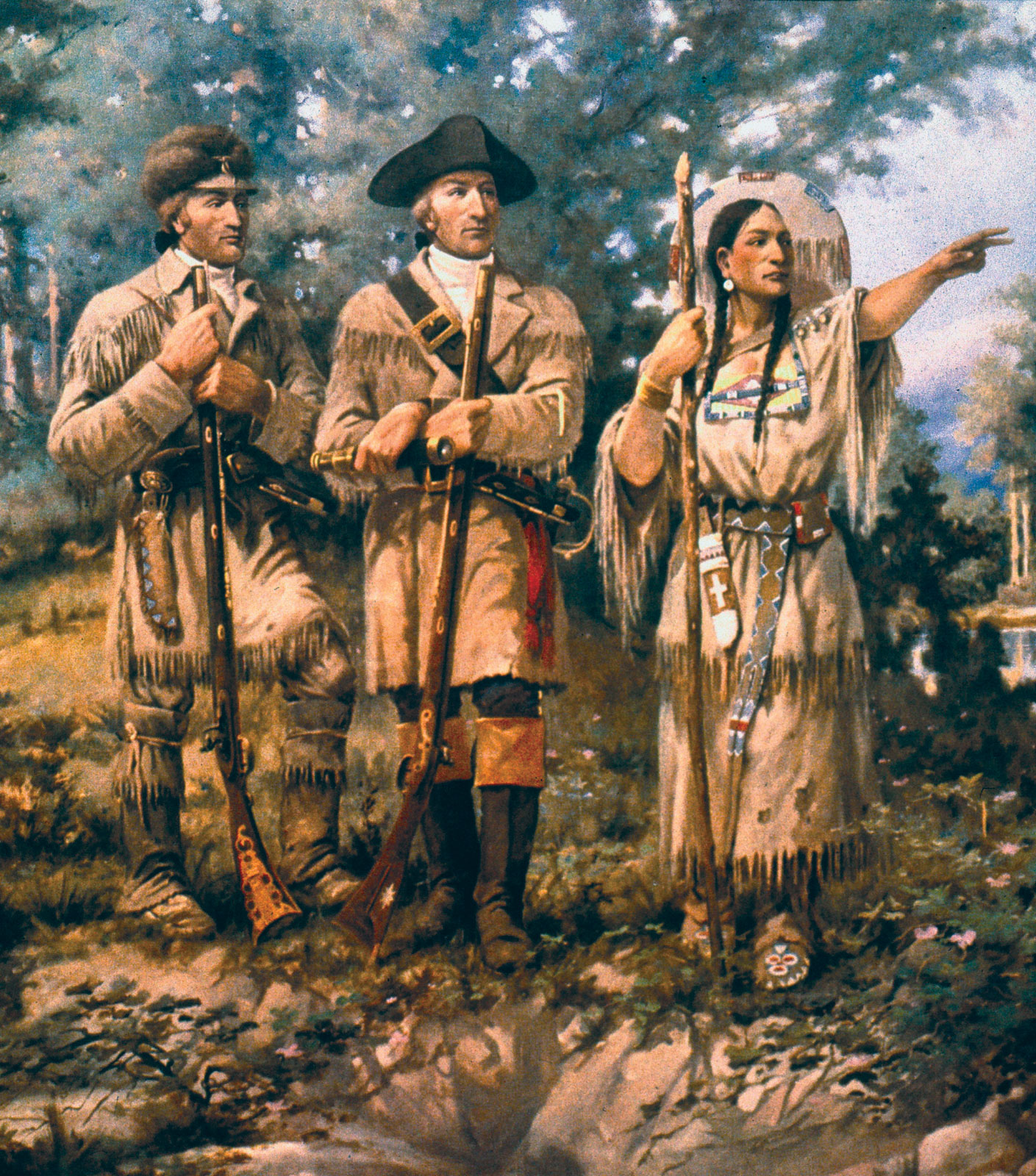
Meriwether Lewis y William Clark junto a Sacajawea.

La información confiable acerca de Sacagawea es en extremo limitada. Su rol en la expedición y la escasez de registros han llevado a que existan una serie de mitos que la rodean.
Algunas tradiciones orales nativo americanas relatan que en lugar de morir en 1812, Sacagawea dejó a su esposo y se unió a una de las tribus de las Grandes Llanuras mientras intentaba buscar el camino hasta el lugar de su tribu originaria. Se dice que se casó con alguien de esta tribu y que la abandonó luego de que este esposo fue asesinado, eventualmente encontró su camino de regreso a Lemhi Shoshone en Wyoming.
Una mujer Shoshone llamada Porivo falleció en la Reserva India de Río Viento en Wyoming el 9 de abril de 1884. El reverendo John Roberts realizó su funeral y afirmaba que aquella mujer había sido Sacajawea.
En 1925, el Dr. Charles Eastman un médico Dakota Sioux fue contratado por el Bureau para localizar los restos de Sacajawea. Eastman visitó diversas tribus y entrevistó varios individuos que pudieron haber conocido o escuchado acerca de Sacajawea. La conclusión de su investigación fue que efectivamente Porivo era Sacajawea. 
En 1963 un monumento a “Sacajawea de los Shoshonis” fue erigido en una reserva Shoshone cerca de Lander, Wyoming basándose en esta afirmación.
La creencia de que Sacajawea vivió hasta la vejez fue ampliamente diseminada en los Estados Unidos por la novelista Grace Hebrad quien escribió en 1933 una novela titulada Sacajawea. Esta noción fue explotada cincuenta años después en la novela Sacajawea de Anna Lee Waldo; en este caso la autora conocía muy bien las pruebas históricas de su fallecimiento en 1812 pero tomó la decisión consciente de explorar la mítica historia de que llegó a la ancianidad.
Otras obras de ficción sobre la expedición especulan que Sacajawea estuvo románticamente envuelta con Clark o con Lewis durante el viaje. Mientras que los diarios muestran que era amigable con Clark se cree que la idea de un idilio fue inventada por novelistas que relataron sobre la expedición muchos años después.

## Nombre
Existe controversia alrededor de la correcta escritura, pronunciación y etimología de su nombre. 
- Sacagawea. Es la forma más difundida de referirse a ella, se pronuncia con un sonido fuerte en la «g». Lewis y Clark en sus diarios mencionan a Sacagawea por este nombre 17 veces, cada vez escrita con «g». Esta forma de su nombre es la establecida en 1910 por el Bureau Americano de Etnología y es la forma adoptada en las monedas de un dólar. Esta escritura es ampliamente usada, tanto por la Junta de los Estados Unidos en Nombres Geográficos, el Servicio Nacional de Parques de los Estados Unidos como por un gran número de historiadores.

- Sakakawea. Proviene del Hidatsa «tsakáka wía», «mujer pájaro», y es la siguiente forma más aceptada y la forma oficial de acuerdo a las Tres Tribus Afiliadas, a la que pertenecen los Hidatsa. Esta forma se utiliza mayormente en Dakota del Norte, donde se la considera una heroína local, esto es notable en el nombre del lago Sakakawea, y la etimología Hidatsa que es la más aceptada entre especialistas ya que en los diarios de Lewis habla de cómo Charbonneau le mencionó que el nombre de su esposa significaba «mujer pájaro».

- Sacajawea. Proviene de la palabra shoshone que significa «halador de bote» y es la escritura predilecta de los Lehmi Shoshone, quienes dicen que los Hidatsa simplemente reinterpretaron su anterior nombre shoshone, en su idioma, y lo empezaron a pronunciar según su dialecto. Esta forma fue la más diseminada en los últimos años del siglo XX pero ahora se considera incorrecta por los modernos académicos. El lingüista Sven Liljeblad, de la Universidad Estatal de Idaho, en Pocatello, ha concluido que «es poco probable que Sacajawea haya sido una palabra Shoshone... el término para bote en shoshone es Saiki, pero el resto de la supuesta composición del nombre sería incomprensible para un shoshone de habla nativa». Esta escritura ha disminuido en uso general pero la pronunciación con sonido de «j» suave persiste entre la cultura americana.

## Reconocimientos
Sacajawea forma parte de la instalación de la artista feminista Judy Chicago, The Dinner Party. Esta es una historia simbólica de la mujer en la civilización occidental que representa a 1.038 mujeres de la historia; 39 de ellas están representadas por cubiertos y otras 999 en los nombres que están inscritos en The Heritage Floor sobre el que descansa la mesa. Como única mujer nativa americana representada, Chicago la decidió homenajear a través de las tradiciones artísticas y culturales de la tribu Shoshone. Los patrones lineales se utilizan en todo el juego de mesa, ya que las mujeres Shoshone crearon arte geométrico abstracto, mientras que los hombres crearon el trabajo pictográfico.